# 1964 في المكسيك
فيما يلي قوائم الأحداث التي وقعت خلال عام 1964 في المكسيك.

## سياسة

### تعيين في المنصب
- 1 ديسمبر – أغوستين يانيز أمانة التعليم العام.
- 1 ديسمبر – غوستافو دياز أورداز رئيس المكسيك.

### انتهاء فترة المنصب
- 30 نوفمبر – أدولفو لوبيز ماتيوس رئيس المكسيك.

المحافظون
- أغواسكالينتس: إنريكي أوليفاريس سانتانا[1]
- باها كاليفورنيا: إليخيو إسكيفيل منديز (توفي في مكتبه، 17 ديسمبر)[2]

## مواليد

### يناير
- 1 يناير – ميجيل ألكوبيير فيزيائي نظري مكسيكي.
- 6 يناير – يوري فنانة وممثلة مكسيكية.

### فبراير
- 3 فبراير – ماريا كورونا ناكامورا سياسية مكسيكية.

### مارس
- 3 مارس – راؤول ألكالا درّاج طريق مكسيكي.
- 3 مارس – لورا هارينج

### أبريل
- 30 أبريل – كاتالينا دياز فيلتشيز لاعبة بارالمبية مكسيكية.

### مايو
- 24 مايو – إيسيدرو بيريس ملاكم مكسيكي.

### يوليو
- 1 يوليو – فرانسيسكو ماسيل لاعب كرة مضرب مكسيكي.

### سبتمبر
- 30 سبتمبر – سوزانا زاباليتا

### أكتوبر
- 9 أكتوبر – جييرمو ديل تورو مخرج أفلام مكسيكي.

### نوفمبر
- 18 نوفمبر – سالود كارباخال سياسي أمريكي.
- 30 نوفمبر – ايمانويل لوبزكي

### ديسمبر
- 10 ديسمبر – إديت غونزاليس ممثلة مكسيكية.
- 20 ديسمبر – غابرييلا أورتيز

### يونيو
- 2 يونيو – ماكسمينو مارتينز (مواليد 1888) عالم نبات مكسيكي.

### أكتوبر
- 7 أكتوبر – فرناندو ليل (مواليد 1896) رسام ونحات مكسيكي.